# Canadian Western Bank

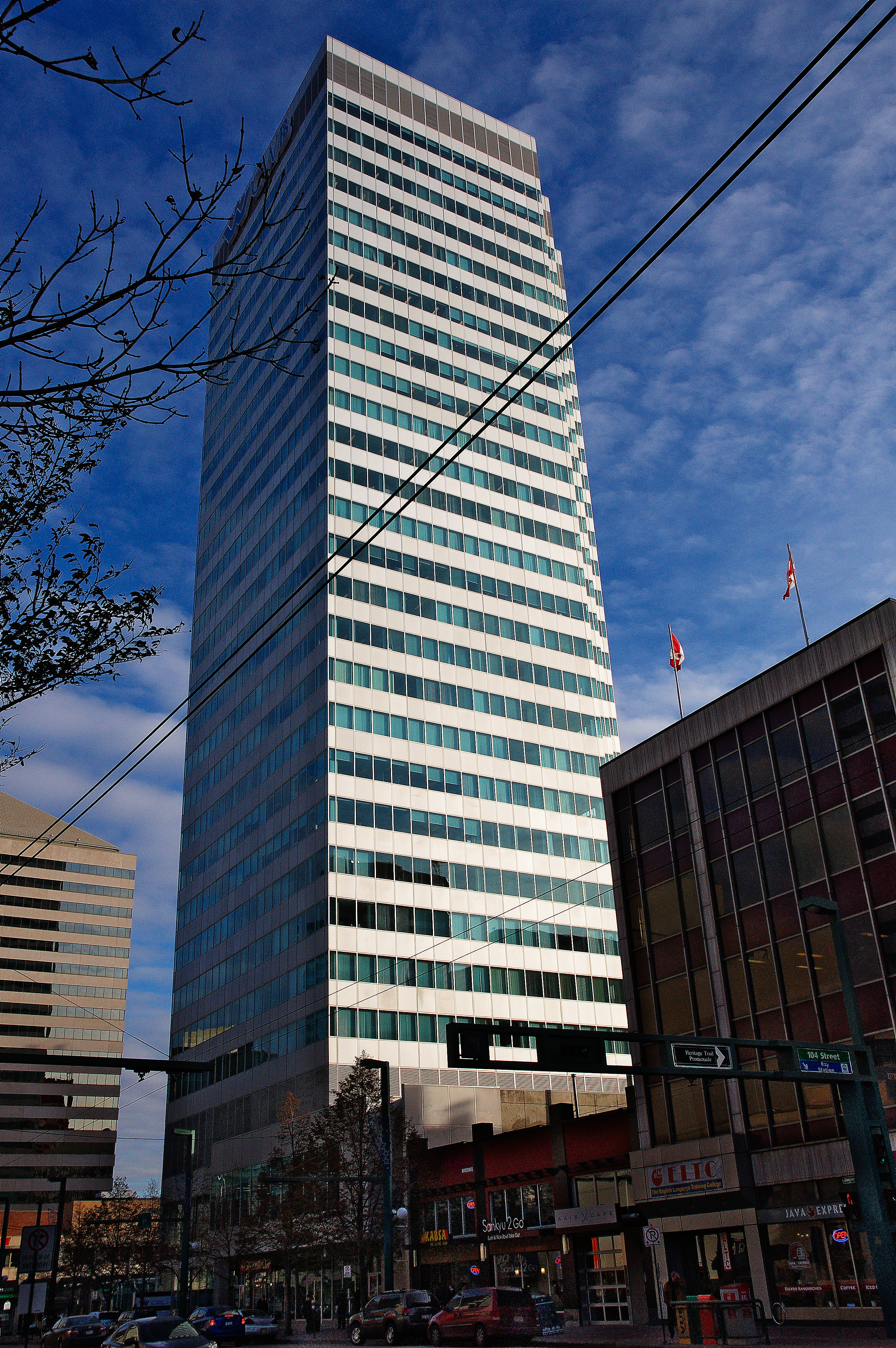
CWB-Hauptsitz in Edmonton, Alberta, Canada.

Die Canadian Western Bank (Franz.: La Banque Albertaine Canadian Western Bank) ist eine kanadische Bank mit Hauptsitz in Edmonton, Alberta, Kanada. Das Unternehmen beschäftigt über 1.700 Mitarbeiter und ist vor allem im Westen des Landes vertreten. 

## Geschichte
Die Bank erhielt ihre Bankenlizenz am 22. März 1984, damals unter dem Namen Bank of Alberta. 1988 

## Geschäftsbereiche und Tochtergesellschaften
- Canadian Direct Insurance Inc.
- Canadian Western Financial Ltd.
- Canadian Western Trust Company
- National Leasing Group Inc.
- Valiant Trust Company
- Adroit Investment Management Ltd.

## Mitgliedschaften
CWB ist Mitglied der Canadian Bankers Association (CBA) und registriertes Mitglied der Canada Deposit Insurance Corporation (CDIC), der kanadischen Einlagensicherung. Weitere Mitgliedschaften:
- Interac
- Mastercard International
- Cirrus Network
- The Exchange (Canada)